# Meruliaceae
Meruliaceae là một họ nấm thuộc bộ Polyporales. Theo một thống kê năm 2008, họ này có 47 chi và 420 loài.

## Các chi
Abortiporus —
Amaurohydnum —
Amauromyces —
Aquascypha —
Bjerkandera —
Bulbillomyces —
Byssomerulius —
Cabalodontia —
Ceraceohydnum —
Cerocorticium —
Chondrostereum —
Chrysoderma —
Climacodon —
Columnodontia —
Conohypha —
Coralloderma —
Crustoderma —
Cyanodontia —
Cylindrobasidium —
Cymatoderma —
Dacryobolus —
Diacanthodes —
Flaviporus —
Gelatoporia —
Gloeohypochnicium —
Gloeoporus —
Gyrophanopsis —
Hydnophlebia —
Hyphoderma —
Hyphodontiastra —
Hypochnicium —
Irpex —
Junghuhnia —
Lamelloporus —
Loweomyces —
Merulius —
Mycoacia —
Mycoaciella —
Mycoleptodonoides —
Mycorrhaphium —
Phlebia —
Pirex —
Podoscypha —
Radulodon —
Resinicium —
Sarcodontia —
Scopuloides —
Skvortzovia —
Steccherinum —
Stegiacantha —
Stereopsis —
Uncobasidium